# Le Poème harmonique
 (septembre 2020).
Si vous disposez d'ouvrages ou d'articles de référence ou si vous connaissez des sites web de qualité traitant du thème abordé ici, merci de compléter l'article en donnant les références utiles à sa vérifiabilité et en les liant à la section « Notes et références ».
Le Poème harmonique est un ensemble de musiciens  réunis autour de Vincent Dumestre. Depuis sa formation en 1998, il a choisi de concentrer son travail artistique principalement sur les musiques du XVIIe siècle et du début du XVIIIe siècle.

## Historique
(août 2023).
Depuis 1998, Le Poème harmonique fédère autour de son fondateur Vincent Dumestre, des musiciens passionnés dévoués à l'interprétation des musiques des XVIIe et XVIIIe siècles. Rayonnant sur la scène française comme internationale, l'ensemble témoigne, par ses programmes inventifs et exigeants, d'une démarche éclairée au cœur des répertoires et d'un travail approfondi sur les textures vocales et instrumentales.
Son champ d'action couvre les pages connues ou méconnues rythmant vie quotidienne et cérémonies à Versailles (Lalande, Lully, Couperin, Clérambault, Charpentier…), l'Italie baroque de Monteverdi à Pergolèse, ou encore l'Angleterre de Purcell et Clarke. Campé sur la frontière ténue entre musique savante et sources populaires, en formation de chambre ou en grand effectif, Le Poème harmonique explore aussi bien la danse que l'air de cour, le carnaval vénitien que les Leçons de Ténèbres, la romance traditionnelle que le grand motet.
Pour l'opéra, il imagine de vastes fresques retrouvant à la fois l'esprit de troupe et la synthèse des arts propres à l'esthétique baroque. Récemment, la zarzuela baroque Coronis de Sebastián Durón mis en scène par Omar Porras (production du Théâtre de Caen). Sa collaboration fidèle avec le metteur Benjamin Lazar),, scellée autour de Lully, donne naissance à plusieurs spectacles unanimement salués (Bourgeois Gentilhomme,, Cadmus et Hermione , , Egisto de Caval et le tout récent Phaéton, donné à l'Opéra de Perm et à l'Opéra royal de Versailles avec musicAeterna). D'autres productions où la musique rencontre diverses disciplines artistiques – marionnettes, cirque, danse, théâtre… – sont aussi acclamées : Caligula, opéra pour marionnettes de G.M. Pagliardi avec Mimmo Cuttichio, Le Carnaval Baroque avec Cécile Roussat et Julien Lubek, Élévations conçu avec le circassien Mathurin Bolze.
Familier des plus grands festivals et salles du monde – Philharmonie de Paris,  Opéra-Comique, Théâtre des Champs-Élysées, Opéra royal de Versailles, Festivals d'Ambronay, de Beaune, et de Sablé, Wigmore Hall (Londres), Forbidden City Hall de Pékin, Wiener Konzerthaus, Concertgebouw d'Amsterdam, Palais des beaux-arts de Bruxelles, Oji Hall (Tokyo), université Columbia (New York), Teatro San Carlo de Naples, Accademia Santa Cecilia de Rome, Philharmonie de Saint-Pétersbourg, ou encore les BBC Proms.… –, Le Poème Harmonique est également très engagé en Normandie, sa région de résidence, berceau de ses nombreuses créations. L'ensemble a développé en Normandie une relation privilégiée avec son public, tant par les concerts, la saison musicale de la Chapelle Corneille et le Concours international de musique baroque de Normandie que l'École harmonique, programme d'orchestre à l'école initié en 2014 auprès des scolaires, en partenariat avec le projet Démos de la Philharmonie de Paris.
Ses 30 enregistrements pour le label Alpha connaissent un rare succès public – plus de 200 000 disques et DVD vendus depuis la création de l'ensemble – et critique, recevant les récompenses les plus prestigieuses de la presse (Grand Prix de l'Académie Charles Cros, Diapason d'or (dont meilleur DVD de l'année 2006 pour Le Bourgeois gentilhomme), Recommandé par Classica, Choc du Monde de la musique, Choc de Classica, Recording of the month de Gramophone, Prelude Classical Award 2003, Prix international du disque A. Vivaldi de la Fondation Cini, Prix de la Presse Caecilia, ffff de Télérama, Victoires de la musique classique, etc.).
Parmi les titres évocateurs du chemin parcouru depuis deux décennies se distinguent notamment plusieurs grands succès comme Anamorfosi (Recording of the month de Gramophone, Diapason d'or et Choc de Classica), Aux marches du palais, consacré aux chansons traditionnelles françaises, ainsi que ses interprétations d'œuvres majeures du répertoire baroque (Combattimento ! de Monteverdi, Leçons de ténèbres de Couperin, Te Deum de Lully et Charpentier).

## Discographie
- Robert de Visée, Théophile de Viau : La Conversation, Le Poème harmonique/Vincent Dumestre, avec la collaboration d'Eugène Green, Alpha, 1998
- Le Musiche di Bellerofonte Castaldi, Le Poème harmonique/Vincent Dumestre, Alpha, 1998
- Domenico Belli : Il nuovo stile, Le Poème harmonique/Vincent Dumestre, Alpha, 1999[8]
- Étienne Moulinié : L'Humaine Comédie , Le Poème harmonique/Vincent Dumestre, Alpha, 1999
- Giovanni Battisti Pergolesi : Stabat Mater, Le Poème harmonique/Vincent Dumestre, Alpha, 2000
- Michel-Richard de Lalande - Leçons de ténèbres et Oraisons funèbres, Le Poème harmonique/Vincent Dumestre, Alpha, 2002
- Luis de Briceño : El Fenix de Paris Le Poème harmonique/Vincent Dumestre, Alpha,
- Moulinié / Guédron / Boesset : Si tu veux apprendre les pas à danser, Le Poème harmonique/Vincent Dumestre, Alpha
- Emilio de' Cavalieri : Lamentations, Le Poème harmonique/Vincent Dumestre, Alpha, 2001
- Il Fasolo ?, Le Poème harmonique/Vincent Dumestre, Alpha, 2001[9]
- Pierre Guédron : Le Consert des Consorts, Le Poème harmonique/Vincent Dumestre, Alpha, 2001
- Aux marches du palais: Chansons & romances de la France d'autrefois, Le Poème Harmonique/Vincent Dumestre, Alpha, 2001
- Daniel Brel - Quatre chemins de mélancolie / Sous l'écorce / Parade / Soleil Froid / Eternelle jeunesse…, Le Poème harmonique/Vincent Dumestre, Alpha, 2003
- Antoine Boësset : "Je meurs sans mourir" : Airs de cour et musiques de ballets sous Louis XIII, Le Poème harmonique/Vincent Dumestre, Alpha, 2003
- Coppini, Monteverdi & Ruffo: Nova Metamorfosi, Le Poème harmonique/Vincent Dumestre, Alpha, 2003
- Plaisir d'amour : chansons & romances de la France d'autrefois, Le Poème harmonique/Vincent Dumestre, Alpha, 2004
- Charles Tessier: Carnets de voyages, Le Poème harmonique/Vincent Dumestre, Alpha, 2005
- Love is strange, Le Poème harmonique/Vincent Dumestre, Alpha, 2005
- Firenze 1616 : Carlo Sarcini, Giulio Caccini,Cristofano Malvezzi, Giulio Caccini, Domenico Belli, Le Poème harmonique/Vincent Dumestre, Alpha, 2008[10]
- Claudio Monteverdi & Marco Marazzoli : Combattimenti!, Le Poème harmonique/Vincent Dumestre, Alpha, 2009
- Ostinato : Les Plus Belles Pages Du Poème Harmonique, Le Poème harmonique/Vincent Dumestre, Alpha, 2012
- Te Deum de Jean-Baptiste Lully, Te Deum H.146 de Marc-Antoine Charpentier, Le Poème harmonique & Capella Cracoviensis, dir. Vincent Dumestre. CD Alpha, 2013
- Clérambault, Couperin : Miserere & Leçons de ténèbres, Le Poème harmonique/Vincent Dumestre, Alpha, 2014
- Cœur, airs de cour français de la fin du XVIe siècle, Le Poème harmonique/Vincent Dumestre, Alpha, 2015[11]
- Son of England, Henry Purcell, Jeremiah Clarke, Le Poème harmonique/Vincent Dumestre, Alpha, 2017
- Majesté, Michel-Richard de Lalande, Le Poème harmonique/Vincent Dumestre, avec l'Ensemble Aedes, Alpha, 2018
- Anamorfosi. Allegri / Monteverdi, Le Poème harmonique/Vincent Dumestre, Alpha, 2019
- Lully : Phaéton, Chœur et orchestre musicÆterna, Le Poème Harmonique/Vincent Dumestre, mise en scène de Benjamin Lazar, avec Eva Zaïcik, Lisandro Abadie, Mathias Vidal, Cyril Auvity, Elizaveta Sveshnikova, Victoire Bunel, Alpha, 2019 (CD + DVD)
- Coffret Airs de cour, Le Poème harmonique/Vincent Dumestre, Alpha, 2019
- Le Poème harmonique / Vincent Dumestre, coffret de 20 CD à l'occasion du vingtième anniversaire de l'ensemble, Alpha, 2019
- Cadmus et Hermione de Quinault et Lully, Château de Versailles Spectacles, 2021
- Les Soupers du Roi, Lalande, Château de Versailles Spectacles, 2021
- Le Bourgeois Gentilhomme, Molière et Lully, Château de Versailles Spectacles, 2022
- Coronis, Sebastián Durón, Alpha, 2022
- Les Noces royales de Louix XIV, Château de Versailles Spectacles, 2022
- Nisi Dominus, Alpha, 2022

## DVD
- Le Bourgeois gentilhomme de Molière et Lully, Le Poème harmonique, Alpha, 2005
- Cadmus & Hermione de Quinault et Lully, Le Poème harmonique, Alpha, 2008
- Dido & Aeneas de Henry Purcell sur un livret de Nahum Tate, Le Poème harmonique, Alpha, 2014
- Caligula de HG.M. PAgliardi, opéra pour marionnettes, Le Poème harmonique, Alpha, 2018 (Blu-ray)
- Lully : Phaéton, Chœur et orchestre musicÆterna, Le Poème harmonique/Vincent Dumestre, mise en scène de Benjamin Lazar, avec Eva Zaïcik, Lisandro Abadie, Mathias Vidal, Cyril Auvity, Elizaveta Sveshnikova, Victoire Bunel, Alpha, 2019 (CD + DVD)

## Spectacles
- Le Bourgeois gentilhomme de Molière et Lully, créé au Festival des marionnettes de Charleville-Mézières
- Cadmus & Hermione de Quinault et Lully
- Le Carnaval baroque
- Egisto de Francesco Cavalli sur un livret de Giovanni Faustini
- Caligula, opéra pour marionnettes en 3 actes de Giovanni Maria Pagliardi, livret de Domenico Gisberti
- La Mécanique de la générale
- Enfants de la malle
- Dido & Aeneas de Henry Purcell, livret de Nahum Tate
- Le Tremblement de terre de Antonio Draghi
- Phaéton de Quinault et Lully
- Élévations avec le circassien Mathurin Bolze
- Coronis de Sebastián Durón
- Il Nerone ou Le Couronnement de Poppée de Claudio Monteverdi